# 克利夫頓 (密蘇里州斯凱勒縣)
克利夫頓（英語：Clifton）是位於美國密蘇里州斯凱勒縣的非建制地區。

## 歷史
克利夫頓的郵局於1865年設立，其後於1904年停運。

## 地理
克利夫頓所處的海拔為高於海平面293米（即961英呎），而該地所採用的時區為UTC-6，即北美中部時區（CST）。同時該地設有夏令時間，為UTC-6調快一小時，即UTC-5（CDT）。